# Oscar Copp
Oscar Copp, né le 23 juillet 1989 à Périgueux, est un acteur français.

## Biographie
Oscar Copp est né le 23 juillet 1989 à Périgueux.
Il a suivi une formation au cours Florent et au conservatoire du VIIe arrondissement de Paris.

## Filmographie

### Cinéma

#### Longs métrages
- 2002 : Swing de Tony Gatlif : Max
- 2003 : Les Gaous d'Igor Sékulic : Kévin Bricard
- 2006 : L'École pour tous d'Éric Rochant : Kévin
- 2010 : L'Autre Dumas de Safy Nebbou : Arnaud-Joseph Maquet
- 2011 : La Planque d'Akim Isker : Laurent
- 2012 : Ici-bas de Jean-Pierre Denis : Étienne
- 2013 : Les Garçons et Guillaume, à table ! de Guillaume Gallienne : Nicolas
- 2014 : Monuments Men (The Monuments Men) de George Clooney : Le conducteur de camions français
- 2014 : Les Trois Frères : Le Retour des Inconnus : Un policier
- 2015 : Un peu, beaucoup, aveuglément de Clovis Cornillac : Dan
- 2017 : L'Ascension de Ludovic Bernard : Nadir
- 2017 : Cherchez la femme de Sou Abadi : Fabrice-Farid
- 2017 : Comme des garçons de Julien Hallard : Le frère d'Annie
- 2017 : La Fête est finie de Marie Garel-Weiss : Gaëtan
- 2017 : Cessez-le-feu d'Emmanuel Courcol : Le jeune fêtard
- 2018 : Un peuple et son roi de Pierre Schoeller : Un sans-culotte brestois
- 2019 : Mon chien stupide d'Yvan Attal : Hugues
- 2020 : Une belle équipe de Mohamed Hamidi : Greg
- 2020 : Mon cousin de Jan Kounen : Le capitaine des pompiers
- 2022 : Une mère de Sylvie Audcoeur : Ludo
- 2022 : Les Survivants de Guillaume Renusson : Victor
- 2023 :  Une zone à défendre de Romain Cogitore : Thibaut
- 2023 : 5 Hectares d'Émilie Deleuze : Le gendarme
- 2024 : La Famille Hennedricks de Laurence Arné : le punk
- 2025 : Ollie d'Antoine Besse

#### Courts métrages
- 2012 : Gamin de Stéphanie Noël : Francis
- 2014 : Rouge vif de Manuel Henoque et Jean-Sébastien Viguié : Mitch
- 2016 : La survie de l'espèce de Fahde El Hafiane : Haftling
- 2016 : Brahim de Julien Hérisson : Alex
- 2017 : À la chasse d'Akihiro Hata : Bruno
- 2017 : Le Pérou de Marie Kremer : Gaspard
- 2022 : Rêves Party de Marion Christmann et Amélie Prévot : le marchand de sable

### Télévision

#### Séries télévisées
- 2005 : Carla Rubens : Tony
- 2007-2011 : Chez Maupassant : Un jeune homme / Un soldat
- 2009 : RIS Police scientifique : Pascal Merry
- 2013 : Détectives : Tom
- 2014 : Origines : François Lagarde
- 2015 : Profilage : Gregory Cadiot
- 2015 : Boulevard du Palais : Sylvain Carva
- 2016 : Baron noir : Joël Donfront
- 2017 : Section de recherches : Frédéric Gaudit
- 2017 : Le juge est une femme : Rémi Garcin / Lucas Simoni
- 2017-2018 : Le Bureau des légendes : Un djihadiste roux / Iode 3
- 2018 : La Stagiaire : Mickaël
- 2018 : Candice Renoir : Mickael Castan
- 2018 : Balthazar : Guillaume Bartez
- 2019 : Les Bracelets rouges : Un infirmier
- 2019 : Cherif : Xavier Perez
- 2020 : La Garçonne : Colin
- 2020 : La Promesse : Romain Legendre
- 2020 : Narvalo : Manu
- 2020 : Validé : Un client
- 2021 : Sauver Lisa : Greg
- 2021 : Prière d'enquêter : Boris
- 2022 : Darknet-sur-Mer : Vendeur d'armes
- 2023 : Alphonse de Nicolas Bedos
- 2023 : Follow de Louis Farge
- 2023 : Flair de famille de Didier Bivel : Marcus (saison 1, épisode 1 : Rouge sang)
- 2024 : Commandant Saint-Barth de Denis Thybaud : Mathieu Babin
- 2024 : Les Invisibles :  Vince (saison 4, épisode 1 : Marianne)
- 2024 : Flair de famille de Didier Bivel : Marcus (saison 2, épisode 1 : Guet-apens)

#### Téléfilms
- 2005 : Allons petits enfants de Thierry Binisti : Momo
- 2006 : Lettres de la mer rouge d'Emmanuel Caussé et Éric Martin : Lucien
- 2009 : Un petit mensonge de Denis Malleval : Romain Legendre
- 2018 : Deux gouttes d'eau de Nicolas Cuche : Ecce
- 2018 : Victor Hugo, ennemi d'État de Jean-Marc Moutout : Casimir
- 2019 : La Maladroite d'Éléonore Faucher : Martin
- 2020 : Maddy Etcheban de René Manzor : Gaetan Burgo
- 2025 : Meurtres en Périgord vert de Muriel Aubin : Fred Belleck